# Лаффен, Эрик
Эри́к Лаффе́н (фр. Eric Laffin) — французский кёрлингист.
В составе мужской команды Франции участник чемпионата мира 2000 и трёх чемпионатов Европы. Участник чемпионата мира среди юниоров 1995, чемпион Франции среди юниоров (1995).
Играл в основном на позиции второго.

## Достижения
- Чемпионат Франции по кёрлингу среди юниоров: золото (1995).[3]

## Команды
| Сезон   | Четвёртый     | Третий      | Второй           | Первый          | Запасной                           | Турниры                             |
| ------- | ------------- | ----------- | ---------------- | --------------- | ---------------------------------- | ----------------------------------- |
| 1994—95 | Сирил Прюне   | Эрик Лаффен | Vincent Lefebvre | Mathias Guenoun | Филипп Ко                          | ЧМЮ 1995 (10 место)                 |
| 1999—00 | Тьерри Мерсье | Сирил Прюне | Эрик Лаффен      | Жерар Равелло   | Лионель Турнье                     | ЧЕ 1999 (7 место) ЧМ 2000 (9 место) |
| 2001—02 | Тьерри Мерсье | Сирил Прюне | Эрик Лаффен      | Лионель Турнье  |                                    | ЧЕ 2001 (7 место)                   |
| 2004—05 | Тьерри Мерсье | Сирил Прюне | Эрик Лаффен      | Жереми Фрариерь | Тома Дюфур тренер: Robert Biondina | ЧЕ 2004 (10 место)                  |

(скипы выделены полужирным шрифтом)